# Arturo Araujo
Arturo Araujo (Santa Tecla, 1878 - San Salvador, 1 de dezembro de 1967) foi um presidente constitucional da república de El Salvador, entre 1 de março e 2 de dezembro de 1931.
Era filho do doutor Eugenio Araujo (Ministro da Fazendo da Administração Geral do general Tomás Regalado) e dona Enriqueta Fajardo de Araujo. Estudou na Grã-Bretanha onde conheceu a ideologia social-democrata do Partido Trabalhista Britânico. Em 1917, depois do terremoto, ajudou na reconstrução da cidade de Armenia.
Para a campanha presidencial de 1930, fundou o Partido Trabalhista de El Salvador e ganhou o apoio do professor e escritor Alberto Masferrer. Tomou posse de seu cargo como Presidente Constitucional em 1 de março de 1931, para um período de 4 anos, em meio a crise econômica internacional que seguiu a grande depressão mundial de 1929.
Suas políticas sobre a posse de terras foram um dos motivos que levaram ao levante camponês de 1932 em El Salvador. Com nove meses de mandato, um grupo de militares do país apoiados pela oligarquia cafeeira uniram forças e derrubaram o governo de Araujo, em 2 de dezembro de 1931, e criaram o diretório cívico que entregou o poder ao general Maximiliano Hernández Martínez, então vice-presidente e ministro de guerra da república.
Arturo Araujo morreu no Hospital Militar, em 1 de dezembro de 1967.